# Thomas Kemmerich
Thomas Karl Leonard Kemmerich (ur. 20 lutego 1965 w Akwizgranie) – niemiecki polityk i przedsiębiorca, deputowany do Bundestagu, w 2020 premier Turyngii.

## Życiorys
W 1984 zdał egzamin maturalny w rodzinnej miejscowości, odbył następnie szkolenie i praktykę w zawodzie handlowca. Studiował także prawo na Uniwersytecie w Bonn, w 1989 zdał państwowy egzamin prawniczy pierwszego stopnia. Pracował jako konsultant do spraw zarządzania, następnie jako dyrektor zarządzający i prezes zarządu spółki prawa handlowego Friseur Masson.
W 2006 dołączył do Wolnej Partii Demokratycznej. Pełnił różne funkcje w związanej z FDP organizacji gospodarczej Liberaler Mittelstand, stanął na jej czele na szczeblu federalnym. W 2009 został radnym Erfurtu, od tegoż roku do 2014 zasiadał w landtagu Turyngii. W 2015 został przewodniczącym FDP na szczeblu krajowym, a w 2017 wybrano go na deputowanego do Bundestagu.
W wyborach krajowych z października 2019 uzyskał mandat posła do landtagu jako lider listy FDP, zrezygnował w następnym miesiącu z zasiadania w parlamencie federalnym. Dotychczasowy premier Turyngii Bodo Ramelow z Die Linke odnowił koalicję z Socjaldemokratyczną Partią Niemiec i Zielonymi, która nie posiadała jednak większości w landtagu. 5 lutego 2020 w dwóch pierwszych głosowaniach nie uzyskał jednak wymaganej większości bezwzględnej do wyboru na premiera. Thomas Kemmerich jako kandydat FDP wystartował w trzecim głosowaniu (z wymaganą większością zwykłą), pokonując konkurenta stosunkiem 45 do 44 głosów. Jego wybór na ten urząd został określony jako niespodziewany, uznano, że był on możliwy dzięki głosom posłów należących do znajdującej się w politycznej izolacji Alternatywy dla Niemiec. Poparcie ze strony AfD doprowadziło do kryzysu politycznego. Już kolejnego dnia polityk ogłosił rezygnację ze stanowiska. 4 marca 2020 na stanowisku premiera zastąpił go Bodo Ramelow.

## Życie prywatne
Żonaty, ma sześcioro dzieci. Członek niemieckiego zrzeszenia rodzin wielodzietnych.